# SAIMAN 200
SAIMAN 200 je talijanski školski dvosjed koji je u 1930-im projektiran i izrađen u zrakoplovnoj tvrtki Società Industrie Meccaniche Aeronautiche Naval (SAIMAN).

## Razvoj
Dizajniran u osnovi kao školski avion, prvi prototip (od tri izrađena) poletio je krajem 1938. godine. Konvencionalni dvokrilac sa širokim rasponom glavnog podvozja i repnog kotača bio je izrađen od drveta. Pokretao ga je Alfa-Romeo 115 klipni motor od 185KS (138kW). Dva prototipa s Alfa-Romeo 110 motorom od 120KS (74kW) označena su kao Saiman 205. Dva aviona su prodana talijanskoj aviotvrtki Ala Littoria nakon čega su slijedile tri proizvodne serije za Regia Aeronauticu. U Caproni-Vizzola izgrađeno je 115 zrakoplova a u SAIMAN-u 25. Nesreće u ranim fazama korištenja dovele su do potrebe za jačom strukturom aviona te promjeni u njegovoj proizvodnji.  

## Korištenje
Saiman 200 koristila je Regia Aeronautica za školovanje a nekoliko ih je korišteno za vezu.  Nakon primirja u 1943. godini preostale avione su koristili Italian Co-Belligerent Air Forceo, Nijemci i njihovi saveznici.

## Inačice
- SAIMAN 200 – proizvodna inačica s Alfa-Romeo 115 motorom, izrađeno 128 aviona.
- SAIMAN 205 – avion s Alfa-Romeo 110 motorom, izrađeno samo dva prototipa.

## Korisnici
- - Zrakoplovstvo NDH
- - Luftwaffe
- - Kraljevina Italija
  - Ala Littoria
  - Italian Co-Belligerent Air Force
  - Regia Aeronautica

## Tehničke karakteristike
Izvori podataka: 
Osnovne karakteristike
- posada: 2
- dužina: 7,47 m
- raspon krila: 8,78 m
- površina krila: 22 m²

Letne karakteristike
- najveća brzina: 220 km/h
- dolet: 475 km
- najveća visina leta: 6.000 m
- motor: 1 × Alfa Romeo 115 linijski klipni motor